# Carlos Antolín Robles y Jiménez
Carlos Antolín Robles y Jiménez (n. Huaraz; 23 de septiembre de 1876 - f. íb; 22 de febrero de 1945), fue Magistrado de la Corte Superior de Justicia de Ancash, Senador Suplente de Ancash y cofundador del Diario "El Departamento de Ancash", uno de los periódicos más importante de la Región.

## Biografía
Fue hijo de Antolín Robles y Lugo, Magistrado de la Corte Suprema de Justicia de la República del Perú, y de la dama Teresa Jiménez Busos-Mejía Yrigoyen.
Estudio en la Facultad de Derecho de la Universidad Nacional Mayor de San Marcos, recibiéndose de abogado. Regresó a su tierra natal en donde fue recibido como abogado ante la Ilustre Corte Superior de Justicia de Ancash el 16 de abril de 1904. Posteriormente, ingresaría a la carrera de la magistratura como Juez de Primera Instancia del Crimen, cargo en el que sirvió hasta su sensible fallecimiento en 1945.

## Actividad periodística
La importancia de Carlos Robles radica, no solo en su activa participación política dentro de la región, pues llegó a ser Senador Suplente de Ancash en 1917; sino también a su destacada actividad periodística y literaria. Se sabe que aunado a D. Augusto Rizo Patrón fundan el diario "El Departamento de Ancash", que se convertiría en el periódico más importante de la región a comienzos del siglo XX. La participación del Dr. Robles, como primer Director del Diario, es loable al ser este el principal promotor de que Lima conociera la realidad de Ancash durante la llamada República Aristocrática y el Oncenio de Leguía.

## Descendencia
Casó con Zoila Mercedes Estremadoyro y Rodríguez de la Viuda, hija de Víctor Manuel Estremadoyro y González de Aguilar, Miembro de la Junta de Notables del Departamento de Ancash y de María Trinidad Rodríguez de la Viuda y González, hija a su vez de Juan Rodríguez de la Viuda, Tesorero Fiscal de Ancash y Alcalde de Huaraz en 1909, y de Juana González. Fueron padres de 10 hijos. Una de sus hijas, Justa Nelly Mercedes Robles Estremadoyro se casó con Jorge Alejandro Vergara y Lévano, Magistrado de la Corte Superior de Justicia de Piura y Tumbes; Alcalde de la Provincia de Contralmirante Villar, Tumbes (1964-1966),